# لام كا واي
لام كا واي (بالصينية: 林嘉緯)، من مواليد 5 يونيو 1985 في هونغ كونغ في الصين، لاعب كرة قدم هونغ كونغي.
بدأ مسيرته الكروية مع نادي هونغ كونغ رينجرز، وهو يلعب معهم حتى الآن، وفي موسم 2002/2003 أعير إلى نادي دبل فلور، وفي موسم 2003/2004 أعير إلى نادي كيتشي.
منذ عام 2005 وهو يلعب مع منتخب هونغ كونغ لكرة القدم.

## روابط خارجية
- لام كا واي على موقع الاتحاد الدولي (مؤرشف)  (الإنجليزية)
- لام كا واي على موقع قاعدة بيانات كرة القدم.إي يو (الإنجليزية)
- لام كا واي على موقع ناشيونال فوتبول تيمز (الإنجليزية)
- لام كا واي على موقع Soccerway.com (الإنجليزية)
- لام كا واي على موقع كووورة